# القدمة (بعدان)

تعديل مصدري - تعديل

القدمة هي إحدى قرى عزلة الحرث بمديرية بعدان التابعة لمحافظة إب، بلغ تعداد سكانها 350 نسمة حسب تعداد اليمن لعام 2004.